# Plaques de matrícula de Macedònia del Nord

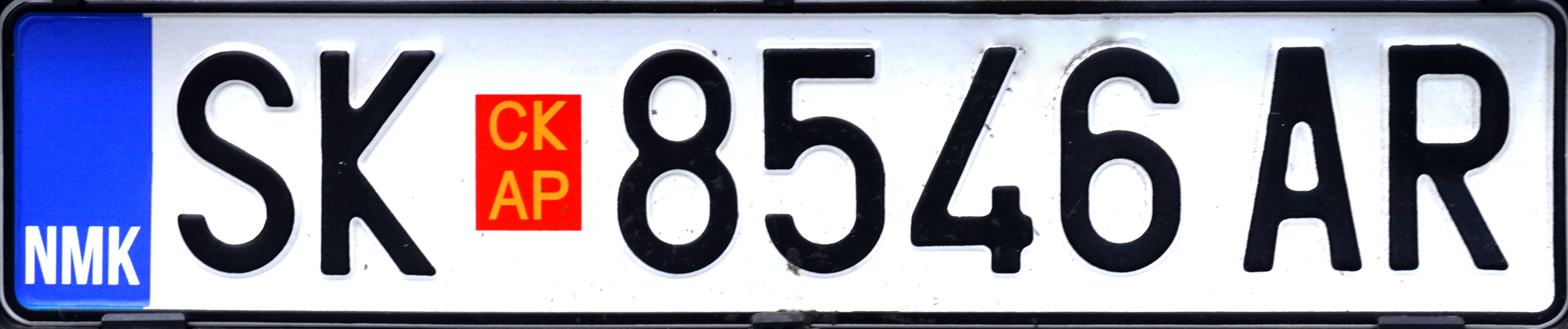
Model actual després del canvi del nom del país (febrer de 2019)

Les plaques de matrícula dels vehicles de Macedònia del Nord es componen d'un sistema de numeració alfanumèrica de sis caràcters, quatre xifres i dues lletres, més dues lletres pel codi identificatiu d'àrea a l'inici (per exemple,  AA 1234 AB). Segueix el mateix format que les plaques de matrícula de la UE (amb dimensions de 520 mm × 110 mm), afegint una franja blava a l'esquerra on només hi trobem el codi internacional del país, NMK en blanc.
Els caràcters són de color negre sobre fons blanc i estan escrits en alfabet llatí. Excepte els caràcters que trobem dins el quadrat vermell de seguretat entre els codis d'àrea i la combinació de la matrícula, escrits en alfabet ciríl·lic.

## Contenciós

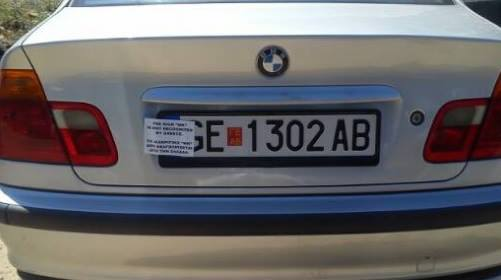
Adhesiu tapant el codi MK.

Aquest format de matrícula ha estat criticat tant per part d'experts en disseny com pel públic en general degut a la insistència a utilitzar lletres tant de l'alfabet llatí com del ciríl·lic, en lloc d'utilitzar només les lletres que en són comunes com es fa a les plaques de matrícula de Bòsnia i Hercegovina.
El codi MK de la franja blava també estava en disputa per part de Grècia a causa del nom "Macedònia". Abans de reanomenar el país ex-iugoslau amb la denominació de Macedònia del Nord, Grècia seguia la política de què els guàrdies fronterers cobressin les lletres "MK" de les plaques dels automòbils macedonis amb un adhesiu on s'hi llegia Recognized by Greece as FYROM en grec i anglès.

## Codificació

Mapa amb els codis d'àrea actuals (vigents des de 2013).

El codi d'àrea consta de dues lletres i procedeixen del nom del municipi més poblat de l'àrea la qual està matriculat el vehicle. Actualment s'utilitzen aquests 24 codis:
| Codi d'àrea | Localitat que hi dona nom | Codi d'àrea | Localitat que hi dona nom |
| ----------- | ------------------------- | ----------- | ------------------------- |
| BE          | Berovo                    | PP          | Prílep                    |
| BT          | Bítola                    | RA          | Radoviš                   |
| DE          | Dèltxevo                  | RE          | Resen                     |
| GE          | Guevguèlia                | SK          | Skopje                    |
| GV          | Gòstivar                  | SN          | Sveti Nikole              |
| KA          | Kavadarci                 | SU          | Struga                    |
| KI          | Kičevo                    | SR          | Strumica                  |
| KO          | Kòtxani                   | ST          | Xtip                      |
| KP          | Kriva Palanka             | TE          | Tètovo                    |
| KU          | Kumànovo                  | VE          | Veles                     |
| NE          | Negòtino                  | VI          | Vinica                    |
| OH          | Ohrid                     | VV          | Vevčani                   |

## Altres tipus

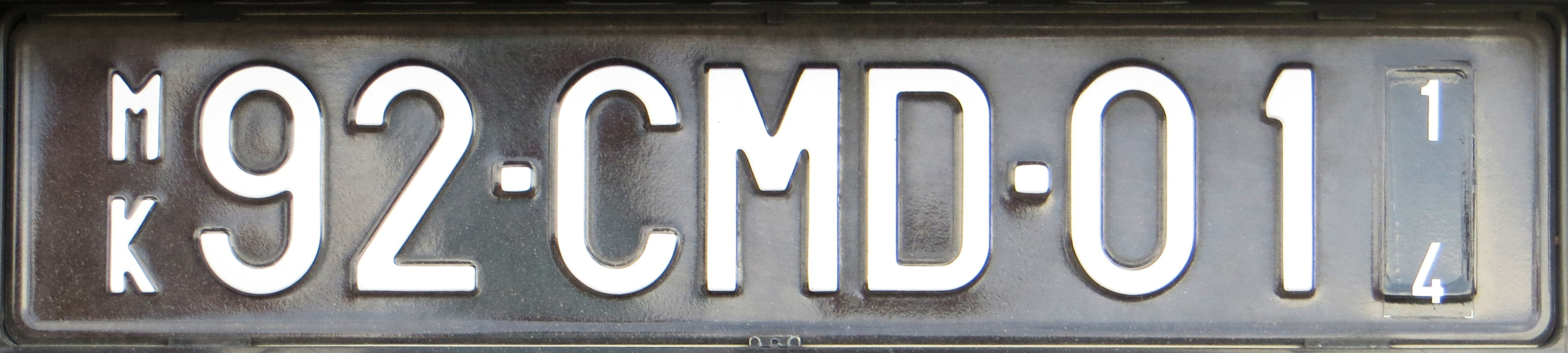
Placa de matrícula diplomàtica.

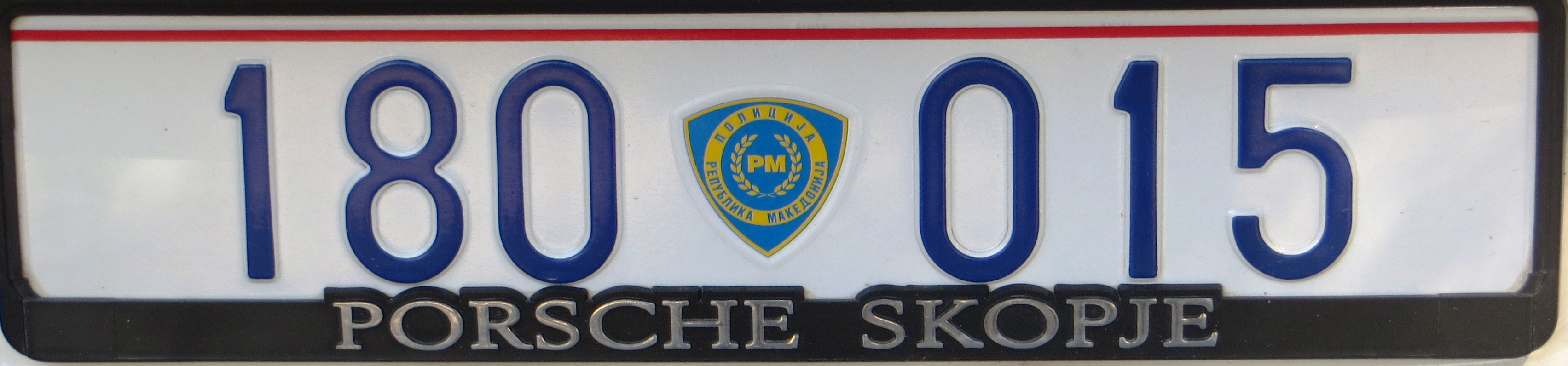
Placa de matrícula d'un cotxe de policia.

- Els vehicles diplomàtics porten unes matrícules de fons negre i caràcters blancs, compostes per dues xifres que indiquen el codi del país, tres lletres i dues xifres més. Les lletres són CMD (missió consular), CD (personal diplomàtic), CC (personal consular), S (personal o organismes sense estatus diplomàtic).[1] Porten el codi MK en vertical a l'esquerra.
- Els vehicles de la policia porten una matrícula formada per 6 xifres blaves separades en dos grups de tres per l'escut de la policia.

## Història

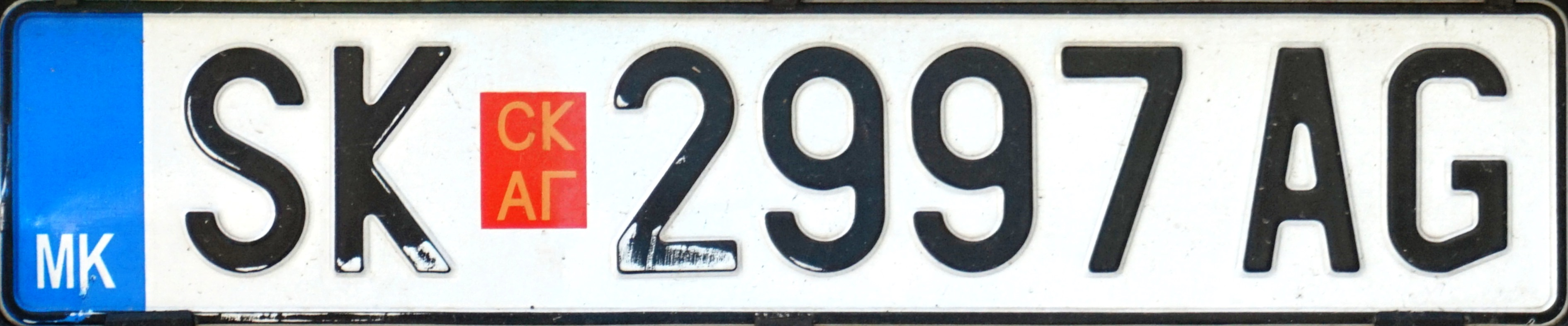
Placa de matrícula de 2012 a 2019, amb codi d'Skopje.

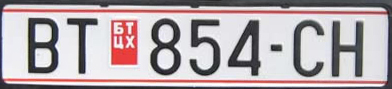
Format de matrícula entre 1993–2012 amb codi de Bítola (BT).

El format de matrícula anterior a l'actual ja utilitzava el codi identificatiu d'àrea, però la combinació alfanumèrica estava formada per tres xifres i dues lletres i portava dues línies primes vermelles a la part superior i inferior de la placa.
- De 1993 a febrer de 2012 només existien els codis d'àrea següents:

| Codi d'àrea | Localitat que hi dona nom | Codi d'àrea | Localitat que hi dona nom |
| ----------- | ------------------------- | ----------- | ------------------------- |
| BT          | Bítola                    | SK          | Skopje                    |
| GV          | Gòstivar                  | SR          | Strumica                  |
| KU          | Kumànovo                  | ŠT          | Xtip                      |
| OH          | Ohrid                     | TE          | Tètovo                    |
| PP          | Prílep                    | VE          | Veles                     |

- Al febrer del 2012 se n'hi afegiren set de nous:

| Codi d'àrea | Localitat que hi dona nom | Codi d'àrea | Localitat que hi dona nom |
| ----------- | ------------------------- | ----------- | ------------------------- |
| GE          | Guevguèlia                | KP          | Kriva Palanka             |
| KA          | Kavadarci                 | RA          | Radoviš                   |
| KI          | Kičevo                    | SU          | Struga                    |
| KO          | Kòtxani                   |             |                           |

- El març de 2013 se n0hi afegiren sis més: BE, DE, NE, RE, SN and VI.

| Codi d'àrea | Localitat que hi dona nom | Codi d'àrea | Localitat que hi dona nom |
| ----------- | ------------------------- | ----------- | ------------------------- |
| BE          | Berovo                    | RE          | Resen                     |
| DE          | Dèltxevo                  | SN          | Sveti Nikole              |
| NE          | Negòtino                  | VI          | Vinica                    |

- Al setembre de 2013 s'afegí l'últim codi, VV (Vevčani).[5]